# Головко Володимир Петрович
Володимир Петрович Головко́ (нар. 3 березня 1942, Липове — пом. 10 жовтня 2002, Київ) — український живописець і педагог; член Спілки радянських художників України з 1990 року.

## Біографія
Народився 3 березня 1942 року в селі Липовому (нині Прилуцький район Чернігівської області, Україна). 1966 року закінчив Київський державний художній інститут, де навчався зокрема у Василя Забашти, Карпа Трохименка, Іллі Штільмана.
З 1966 року викладав у Київському художньому технікумі/Київському інституті декоративно-прикладного мистецтва і дизайну: у 2000—2002 роках — доцент, завідувач кафедри художніх основ дизайну.
Жив у Києві в будинку на сучасній вулиці Князів Острозьких, № 63-А, квартира № 381 та в будинку на вулиці Мостицькій, № 26, квартира № 86. Помер у Києві 10 жовтня 2002 року.

## Творчість
Працював у галузі станкового живопису, створював натюрморти, пейзажі, тематичні композиції, акварелі. Серед робіт:
- серія «Моє село» (1976);
- триптих «Жнива» (1976);
- «Літо в Сирецькому гаю» (1977);
- «Натюрморт із ромашками» (1985);
- «На риболовлю» (1989);
- «Натюрморт із грибами» (1993);
- «Натюрморт із соняшниками» (1997);
- «Натюрморт із кавуном» (1997);
- «Лавра» (1998);
- «Різдвяний вечір» (1998);
- «Яблуневий цвіт» (1999);
- «Спогади про літо» (1999);
- «Піони» (2000);
- «Благодать» (2001).

Брав участь у республіканських та всеукраїнських мистецьких виставках з 1966 року. Персональні виставки відбулися у Києві у 1979, 1990, 2002 роках. 
Окремі полотна художника  зберігаються у музеях Івано-Франківська, Караґанди.